# Посад (Архангельская область)
Поса́д — деревня в Онежском районе Архангельской области. Центральная часть села Турчасово. Входит в состав Чекуевского сельского поселения.

## География

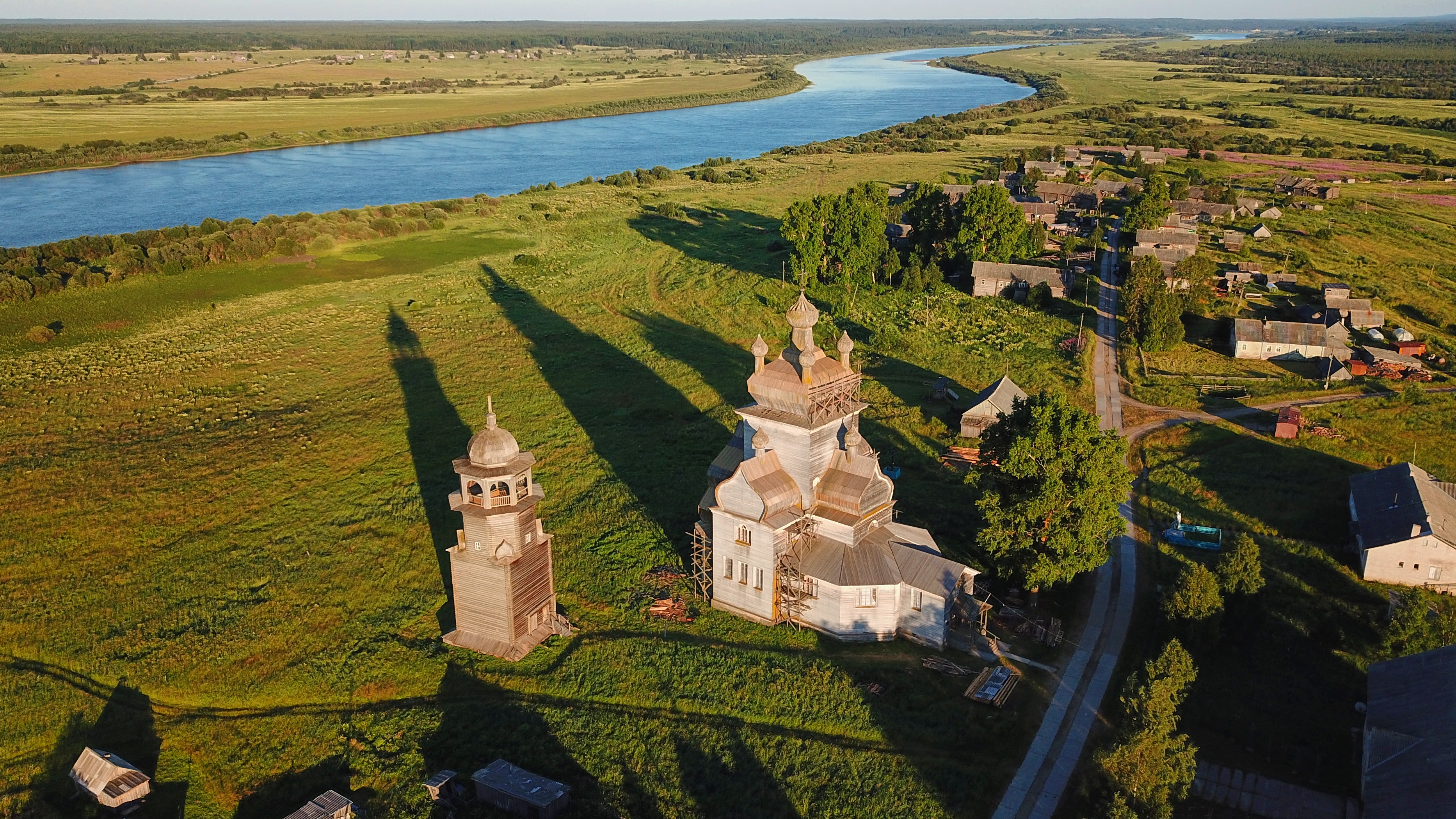
Церковь Спаса Преображения 1786 г.

Деревня находится на левом берегу реки Онеги, к востоку от озеро Уроское и к северу от озера Васильевское.

## Население
| 2002 | 2010 | 2012 |
| ---- | ---- | ---- |
| 183  | ↘119 | ↗142 |

Численность населения деревни, по данным Всероссийской переписи населения 2010 года, составляла 119 человек. В 2009 году числился 161 человек.

## История
Село Турчасово на Онеге впервые упомянуто в грамоте 1536 г. Генрих Штаден в «Записках о московитских делах», XVI в. писал: Турчасов — большой незащищенный посад. Здесь в первый раз взвешивают соль, которую вываривают из моря. Согласно легенде, название означает «дозорная башня» (тур — башня, час — дозор). В 1590-м году Турчасово разоряют шведы. В 1613 г. здесь прошли разбойничьи отряды польско-литовских «рокошников» (бунтовщиков), не подчинявшихся польскому королю, под предводительством Сидорки и Барышпольца. В «Книге Большому Чертежу» называется городом, соответственно какое-то укрепление существовало до 1615 года. Набеги рокошников повторились в 1617—1619 гг. В 1620-х годах на левом берегу Онеги упоминается посад в 42 двора, а на правом берегу Турчасовский или Челядинов острог, построенный Юрием Яковлевичем Челядиным. Острог был возобновлен после смутного времени в 1631 году. Считается, что острог не имел жилой застройки (использовался исключительно как убежище), а посад изначально не был отделен от острога основным руслом Онеги, которая протекала с запада от холма, на котором расположился посад. В какой-то момент река изменила русло и архитектурный ансамбль получил две доминанты — острожную гору и храмовых комплекс на посадском холме.
Под влиянием архитектуры соловецкого монастыря была построена Спасо-Преображенская церковь с приделом Николая Чудотворца (освящена в 1647 г.), Благовещенская церковь с приделами Зосимы и Савватия Соловецких чудотворцев и Архистратига Михаила (завершена в 1683—1684 гг., одновременно освящен придел Усекновения главы Иоанна Предтечи в Спасо-Преображенской церкви). Можно заметить, что освящение Преображенской церкви и приделов идентично с собором Соловецкого монастыря. Известно, что она сменила на прежнем месте более древнюю Никольскую церковь с приделом Спаса (Преображения?). Кроме того, в ансамбль погоста входили семь «келий» с различными службами и учреждениями общественного призрения. В 1776 г. ансамбль сгорел, но был возобновлен в формах, близких к изначальным. Храмовый ансамбль дошел до середины XX века в составе летней пятиглавой Преображенской церкви (1786), зимней шатровой Благовещенской с двумя приделами (1795) и колокольни (1793). Интересно, что сохранился план Богоявенской церкви, нарисованный до ее постройки.

## См. также

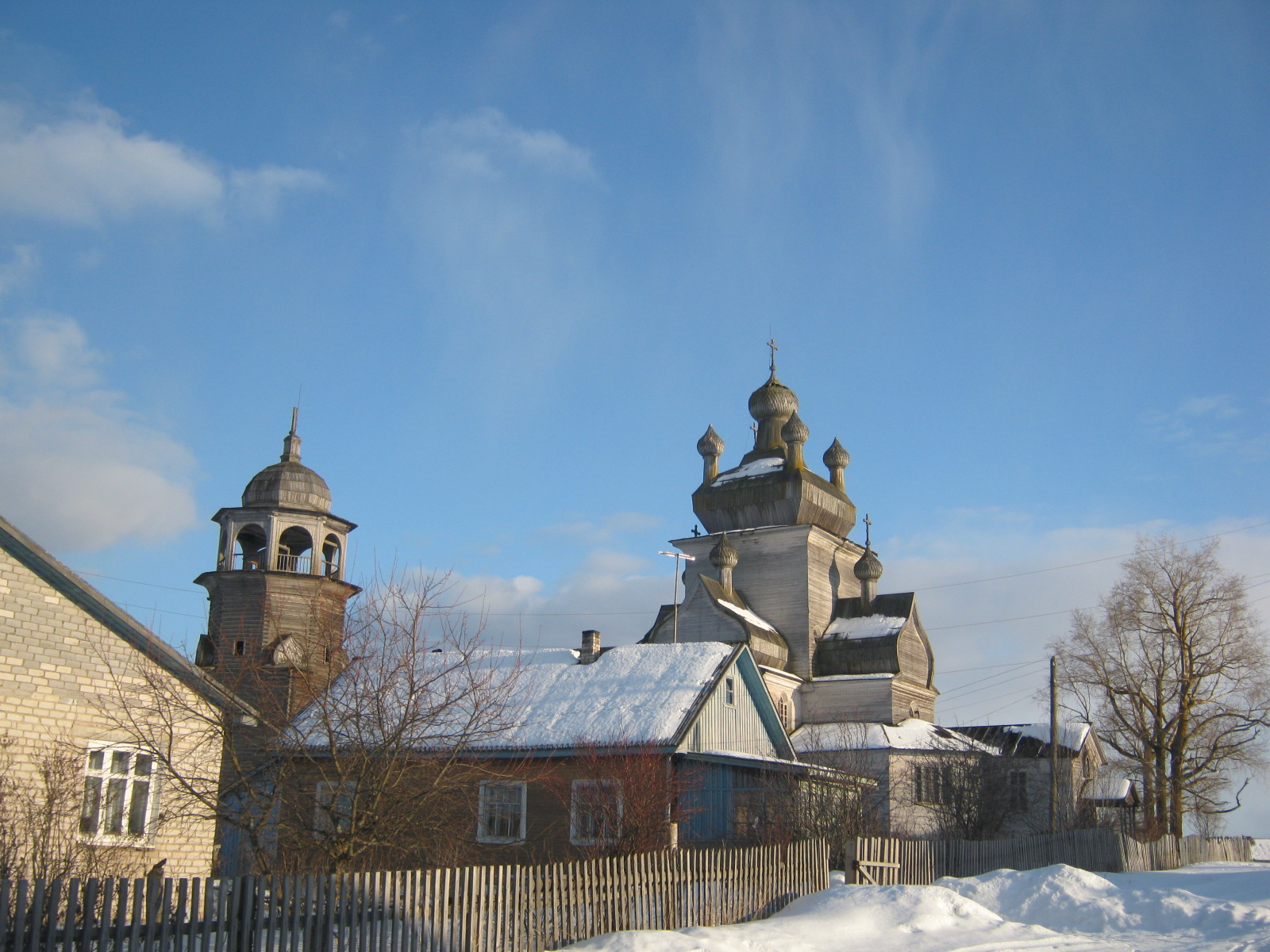
Церковь и колокольня в деревне Турчасово

### Карты
- Посад. Публичная кадастровая карта
- Посад на Wikimapia Архивировано 25 августа 2011 года.